# Rotondohütte
Die Rotondohütte ist eine Berghütte der Sektion Lägern (Aargau) des Schweizer Alpen-Clubs (SAC) im Kanton Uri in der Schweiz.
Sie liegt südlich von Realp auf 2571 m ü. M. in einer ansonsten unberührten Berglandschaft der westlichen Gotthard-Gruppe und ist Ausgangspunkt für Skitouren im Winter und für alpine Kletter- und Eistouren und Bergwanderungen im Sommer.

## Geschichte
Die Korporation Urseren trat 1907 der Sektion Lägern am Witenwasserengletscher einen Bauplatz von 500 Quadratmetern mit Wasserbezugsrecht ab. Die im September 1909 eingeweihte Hütte wurde als zerlegte Holzkonstruktion mit der Bahn nach Göschenen und von dort mit Trägern, Pferden und  Maultieren bis auf den  Bauplatz transportiert. Der rechteckige, verschindelte Holzbau hatte zwei Stockwerke (Wohnraum und Küche sowie Schlafraum im Obergeschoss).
1930 wurde die Hütte mit Natursteinen aus der Umgebung winddicht ummantelt sowie ein kleiner Anbau auf der Südseite gebaut. Ein weiterer Um- und Ausbau der Hütte auf 76 Schlafplätze erfolgte 1966. 1993 wurde die Hütte renoviert, erweitert und 2010 der Anbau Ost realisiert.

## Zugänge und Wanderungen
- Von Realp (1538 m) teilweise auf einer Militärstrasse, um das Helig Egg in etwa 3½ Stunden,
- von Realp im Winter durch das Witenwasserental und Hinterer Schweig, mit Stangen markierter Weg relativ lawinensicher, in einer Gehzeit von 3½ bis 4 Stunden
- vom Gotthardpass in etwa 5 bis 6 Stunden,
- vom Furkapass in etwa 6 Stunden,
- von Villa Bedretto über den Passo di Cavanna in 5 bis 5½ Stunden.
- Zweitageswanderung Furkapass–Rotondohütte–Cavannapass–Bedrettotal: Erste Etappe 6, zweite 5 Stunden.[3]

## Gipfel
- Gross Leckihorn über den Leckipass (2891 m), Gehzeit: 1 Stunde
- Gerenhorn, Gehzeit: 2½ Stunden
- Pizzo Pesciora, Gehzeit: 2½ Stunden
- Witenwasserenstock Ostgipfel (3025 m) und Westgipfel (3082 m)
- Gross Muttenhorn und weiter zum Furkapass, Gehzeit: 6 Stunden

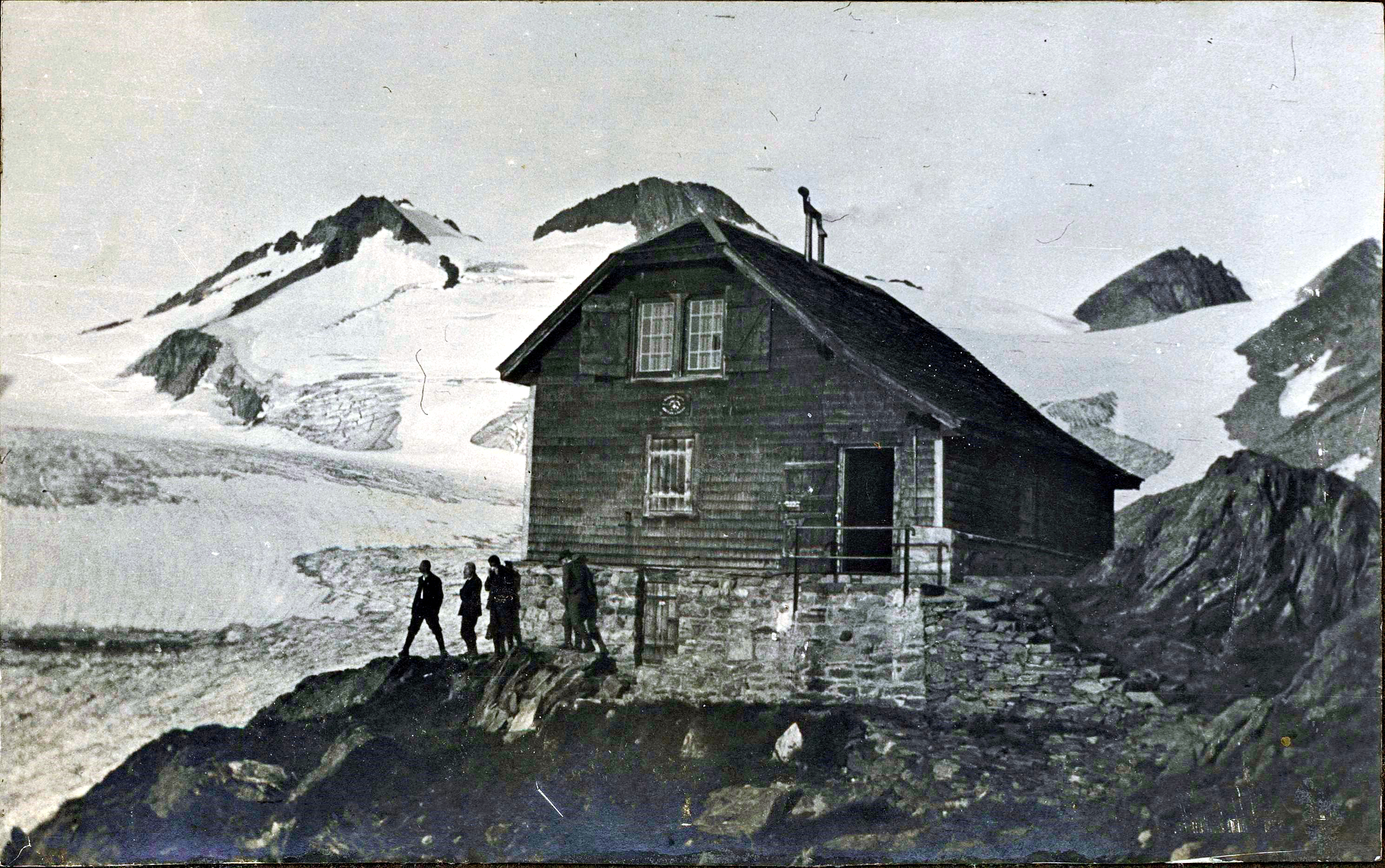
Rotondohütte 1919
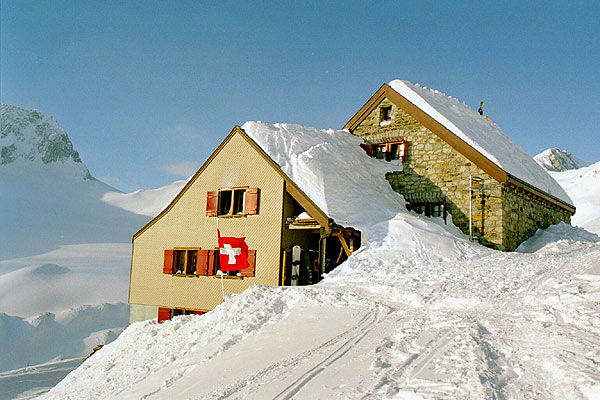
Rotondohütte im Winter
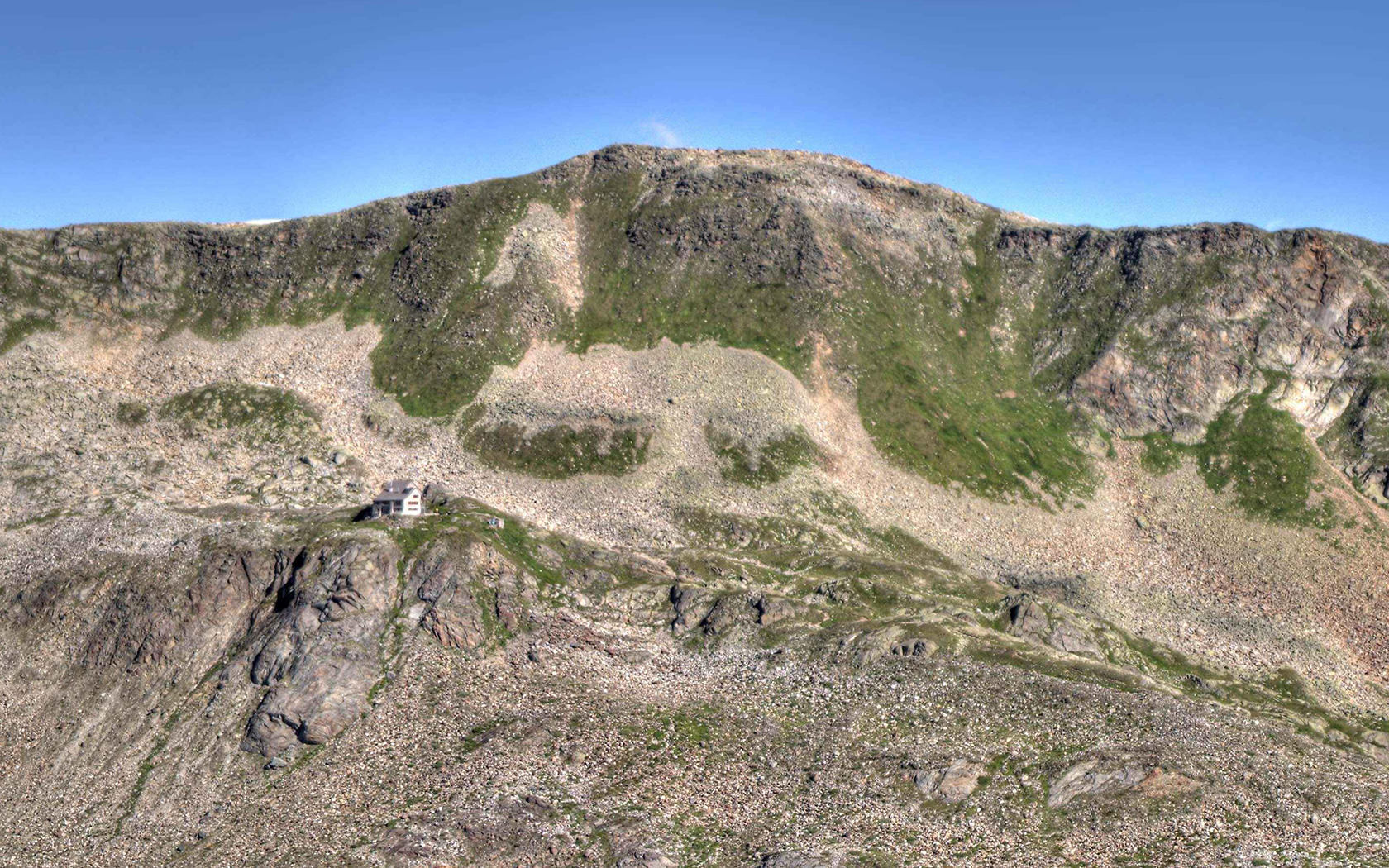
Rotondohütte und Tälligrat von den Hüenerstöcken nach Nordwest
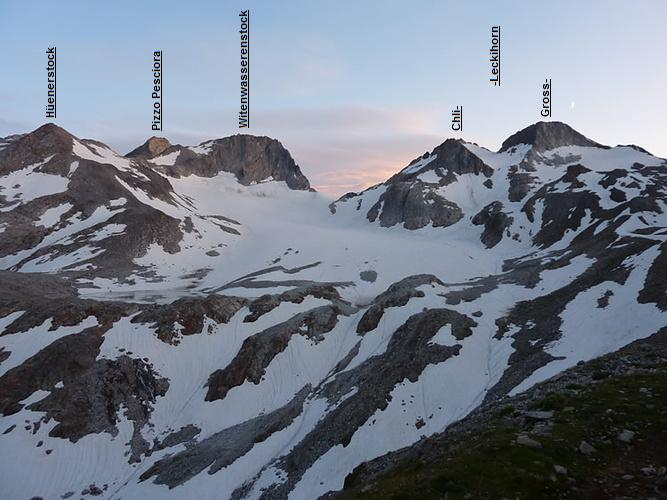
Panorama vom Rottälligrat oberhalb der Rotondohütte nach Süden
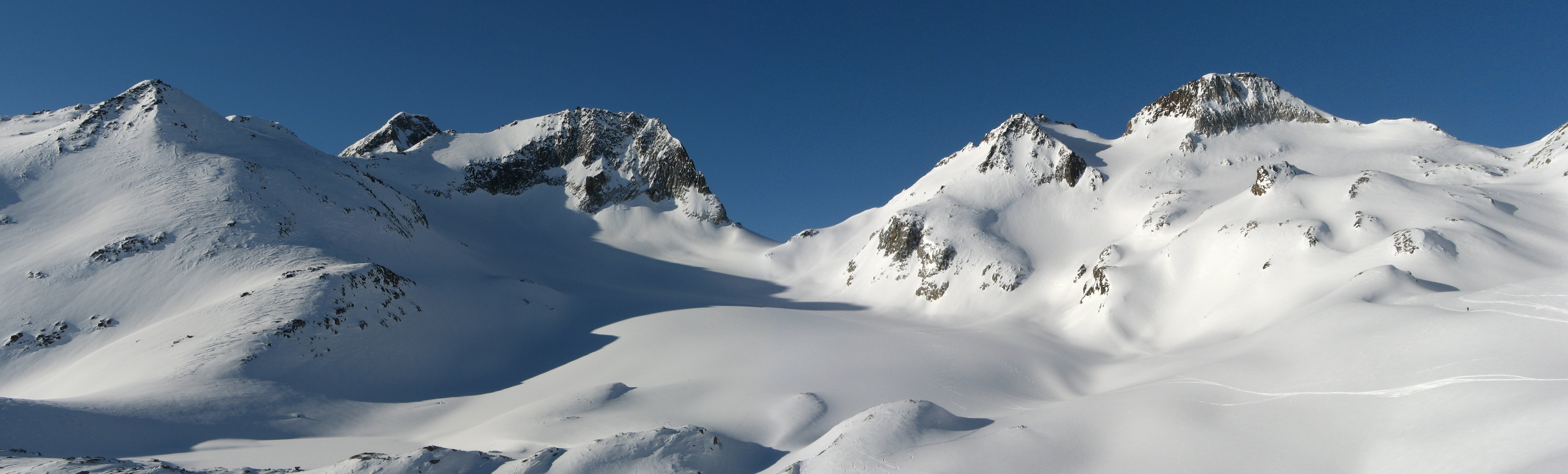
Winter-Panorama von der Rotondohütte Richtung Südwest